# Нејплс (Илиноис)
Нејплс (енгл. Naples) град је у америчкој савезној држави Илиноис. По попису становништва из 2010. у њему је живело 130 становника.

## Демографија
Према попису становништва из 2010. у граду је живело 130 становника, што је 4 (3,0%) становника мање него 2000. године.
| Група             | 2000.       | 2010.       |
| Белци             | 126 (94,0%) | 115 (88,5%) |
| Афроамериканци    | 0 (0,0%)    | 0 (0,0%)    |
| Азијати           | 0 (0,0%)    | 4 (3,1%)    |
| Хиспаноамериканци | 6 (4,5%)    | 10 (7,7%)   |
| Укупно            | 134         | 130         |